# РС-26 Рубіж
РС-26 «Рубіж» (рос. РС-26 «Рубеж»,  за класифікацією МО США та НАТО — SS-X-31) — це російський мобільний ракетний комплекс, розроблений для запуску твердопаливних балістичних ракет проміжної дальності (де-юре) та міжконтинентальних балістичних ракет (де-факто) класу «поверхня — поверхня». Ракета оснащена термоядерними бойовими частинами, що використовують технології роздільного керованого маневрування, а також призначена для використання гіперзвукового плануючого апарата «Авангард». РС-26 базується на ракеті РС-24 «Ярс» і являє собою коротшу версію РС-24 з меншою кількістю ступенів.

## Історія
Після початкової невдачі в 2011 році він був вперше успішно запущений з космодрому Плесецьк 26 травня 2012 року, вразивши свою ціль на хребті Кура 5800 км через кілька хвилин. Подальші успішні випробування були проведені від полігону Капустіна Яру до полігону Сари-Шаган у 2012 та 2013 роках. 
У 2018 році повідомлялося, що розробку РС-26 було заморожено принаймні до 2027 року, а фінансування було спрямовано на продовження розробки гіперзвукової планерної машини «Авангард».

## Призначення
РС-26 розроблений для створення стратегічної загрози європейським столицям і має здатність вражати сили НАТО в Західній Європі. Згідно зі статтею Джеффрі Льюїса під назвою «Проблема з російськими ракетами», мета цієї зброї — стримати західні сили від приходу на допомогу новим східним членам НАТО, які розташовані ближче до кордонів Росії.

## Критика
Західні оборонні спостерігачі критикували цю ракету за непряме порушення Договору про ліквідацію ракет середньої та малої дальності. Ракета продемонструвала здатність досягати більші ніж дозволені договором обмеження в 5500 км. Проте всі подальші випробування були польотами зі значно меншою дальністю. До 2017 РС-26 двічі випробували на відстані близько 2000 км.
Хоча технічно РС-26 є міжконтинентальною балістичною ракетою, її радіус дії ледве потрапляє в категорію міжконтинентальних балістичних ракет. Згідно зі статтею в американському журналі, РС-26 є точно такою ж концепцією як РСД-10 «Піонер» — відомий НАТО як «SS-20 Sabre», який також був заборонений вищезазначеним договором.

## Оперативне використання
За повідомленням ПС України, 21 листопада 2024 року між 5 та 7 годинами ранку (UTC+2) Російська Федерація атакувала місто Дніпро з застосуванням міжконтинентальної балістичної ракети. За інформацією журналістів з посиланням на неназвані джерела, ракету визначено як РС-26 «Рубіж» без ядерного заряду. Напередодні удару у мережі ширилась інформація про підготовку Росією до запуску РС-26 «Рубіж» з полігону «Капустин Яр» в Астраханській області, у наслідок чого у Києві призупинили свою роботу посольства Греції, Ірландії, Іспанії, Італії, США, Угорщини тощо. Увечері 21 листопада очільник Кремля Володимир Путін у відеопромові заявив про випробовування експериментальної БРСД «Орєшнік», якою поцілили у ракетно-космічне підприємство «Південмаш». Чиновники США заявили, що ракета «Орєшнік» є модернізованою версією моделі ракети «Рубіж».